# Manuel Escalada
Manuel Escalada y de la Quintana, (Buenos Aires, junio de 1795 - Buenos Aires, diciembre de 1871) fue un militar argentino, que combatió en la guerra de independencia de su país, en la guerra del Brasil y en las guerras civiles argentinas.
Hijo de Antonio José de Escalada y Tomasa Francisca de la Quintana y Aois. Hermano de Remedios y de Mariano Escalada, y primo del Arzobispo de Buenos Aires Mariano José de Escalada y Bustillo. 
Según el genealogista Narciso Binayán Carmona, era descendiente del conquistador, explorador y colonizador español Domingo Martínez de Irala (1509-1556); sus antepasados tenían un remoto origen mestizo  guaraní, que compartía con muchos próceres de la época de la Independencia y con grandes personajes paraguayos y argentinos.
Estudió en el Colegio de San Carlos de Buenos Aires.

## Los Granaderos a Caballo
Su hermana Remedios se casó con el comandante del Regimiento de Granaderos a Caballo, coronel José de San Martín. Manuel fue uno de los primeros oficiales del cuerpo, al igual que su hermano. Juntos lucharon en la batalla de San Lorenzo y prestaron servicios en el Sitio de Montevideo hasta 1814.
Vuelto a Buenos Aires, participó en la revuelta porteña de 1815, que siguió a la rebelión de Ignacio Álvarez Thomas en Fontezuelas. Escalada arrestó a Carlos María de Alvear, aunque finalmente lo dejó huir para que presentara la renuncia.
Reunido con su hermano, juntos hicieron la tercera expedición auxiliadora al Alto Perú. Después de las derrotas de Venta y Media y Sipe Sipe, cubrió la retirada del ejército a través de la Quebrada de Humahuaca con sus granaderos.
Tanto Manuel como Mariano Escalada se unieron al Ejército de los Andes en 1816. Después de la batalla de Chacabuco, Manuel Escalada galopó en catorce días hasta Buenos Aires trayendo la noticia, marcando un récord que lo convirtió en un héroe popular. Peleó en el asalto de Talcahuano, Cancha Rayada y Maipú. Después de esta última batalla, rompió su propia marca e hizo el recorrido en sólo doce días.
Tras participar en la segunda campaña al sur de Chile, fue ascendido a coronel y llegó a comandar el Regimiento de Granaderos antes de pedir su retiro en 1819. Su hermano también lo había pedido, por su mala salud.

## La Guerra del Brasil y las guerras civiles
En 1820, al saberse de la derrota de Cepeda, se puso al frente de un ejército con el que pensaba enfrentar al caudillo Francisco Ramírez, pero a los pocos días regresó a Buenos Aires. Participó en varios de los conflictos de la Anarquía del Año XX, y acompañó al gobernador Manuel Dorrego en su campaña a San Nicolás de los Arroyos y a la provincia de Santa Fe.
Pasó algo más de un año en la guarnición de la capital, y pasó a retiro con la reforma militar de Bernardino Rivadavia.
Volvió a tomar las armas como oficial de caballería en 1825, en el Ejército de Observación destinado a la Guerra del Brasil. Estando en ese destino, representó al presidente Rivadavia ante el gobernador entrerriano Juan León Solas, amenazado por el general Ricardo López Jordán (padre), y le ayudó a conservar el poder, pasando luego el gobierno a Vicente Zapata.
Cuando en 1826 se hizo cargo del ejército el general Alvear, pidió la baja y se trasladó a Buenos Aires antes de recibir la respuesta, ya que lo consideraba su enemigo personal. Alvear lo declaró desertor, pero sin consecuencias.
Dos años más tarde fue enviado a ayudar a Fructuoso Rivera a defender las Misiones Orientales, que acababa de reconquistar. Ambos debieron retirarse a los pocos meses, porque la provincia volvió a manos del Imperio del Brasil por el tratado de paz. Ayudó a Rivera a regresar al Uruguay, junto con la mayor parte de los indios guaraníes que quedaban.
A fines de 1828 participó en la revolución unitaria del general Juan Lavalle contra el gobernador Dorrego. Se dijo que fue uno de los oficiales que aconsejó su fusilamiento a Lavalle, y fue su ministro de guerra.

## La época de Rosas
Tras la caída de Lavalle, a diferencia de los demás oficiales, no se exilió, ya que su fortuna lo ponía a cubierto de los ataques de sus enemigos. Fue también ministro de guerra del gobernador Juan José Viamonte. Su presencia en ese gobierno hizo que los partidarios de Juan Manuel de Rosas desconfiaran de Viamonte, a pesar de haber sido ellos quienes lo colocaron en el gobierno. Durante el segundo gobierno de Viamonte y el de Manuel Vicente Maza, fue comandante general de marina de la provincia.
Durante el segundo gobierno de Rosas no participó en política y se retiró a una estancia. Sin embargo, participó de las habituales manifestaciones de la alta sociedad en apoyo del Restaurador. Su hermano Mariano no tuvo tanta suerte: se vio comprometido en el complot de Ramón Maza para derrocar a Rosas y fue arrestado en 1841. Liberado al poco tiempo, murió ese mismo año; era un año menor que Manuel.

## Últimos años
Después de la batalla de Caseros fue ministro de guerra del gobernador Vicente López y Planes. Organizó la Guardia Nacional; pronto se unió al partido unitario y fue nuevamente ministro de Guerra y Marina del gobierno de Pastor Obligado hasta 1857.
Ese año fue ascendido a general y asumió el mando de la frontera del sur; firmó un tratado con el cacique Cipriano Catriel. Como el cacique Cachul, amigo de éste, no reconociera el tratado, hizo una campaña hasta las tolderías, para obligarlo a aceptar la paz. Este tratado fue una de las causas que lo enfrentaron a Bartolomé Mitre.
Abandonó Buenos Aires en 1858 y se trasladó a Paraná. Allí fue ascendido a general y elegido senador nacional. Participó en la campaña de Cepeda del lado de la Confederación, aunque logró autorización de Urquiza, para no tomar parte en la batalla.
Después del Pacto de San José de Flores pasó definitivamente a retiro. Permaneció en Buenos Aires, donde su primo, el obispo de la ciudad, le aseguró que no sería molestado por su alianza con Urquiza. Quedó ciego hacia 1865.
Falleció en Buenos Aires en diciembre de 1871, siendo sepultado en el Cementerio de la Recoleta.